# 菲利港
菲利港（Port Fairy，/pɔːt ˈfɛəri/）是澳大利亞維多利亞州西南部的遺憾海岸小鎮，位於墨爾本以西290（180英里），瓦南布爾以西28（17英里）。菲利港這個名字首次見於記載是在1828年。這裡的主要產業是旅遊業。

## 外部連結
维基共享资源上的相關多媒體資源：菲利港
- Visit Port Fairy Moyne Shire - official tourism website （页面存档备份，存于）
- History and overview of the town today
- （页面存档备份，存于）